# 온쿄
온쿄 주식회사(일본어: オンキヨー株式会社)는 일본 굴지의 소비자 일렉트로닉스 제조업체로서 AV 리시버, 서라운드 사운드 스피커, 포터블 장치를 포함한 프리미엄 홈 시어터와 오디오 장비를 전문으로 한다. "온쿄"는 한국어로 "음향"으로 해석된다. 이 회사는 1946년 "오사카 덴키 온쿄 K.K"라는 이름으로 시작했다. (데논이 된 니폰 덴키 온쿄와는 무관함) 현재의 온쿄 주식회사의 산하에는 Integra, Integra Research 부서 및 메인 온쿄 브랜드를 포함하고 있다.
2015년 3월 온쿄는 홈 시네마 앰프, 블루레이 플레이어, AV 제품을 생산하는 파이오니아의 홈 일렉트로닉스 코퍼레이션을 인수하였다. 이로써 파이오니아는 온쿄의 지분 중 14.95%를 점유하였다. 오츠키가는 대략 26% 지분을 차지함으로써 이 기업의 최대 주주로 남아있다.
2022년 5월 13일, 온쿄는 파산을 신청했다고 발표했다.

## 갤러리

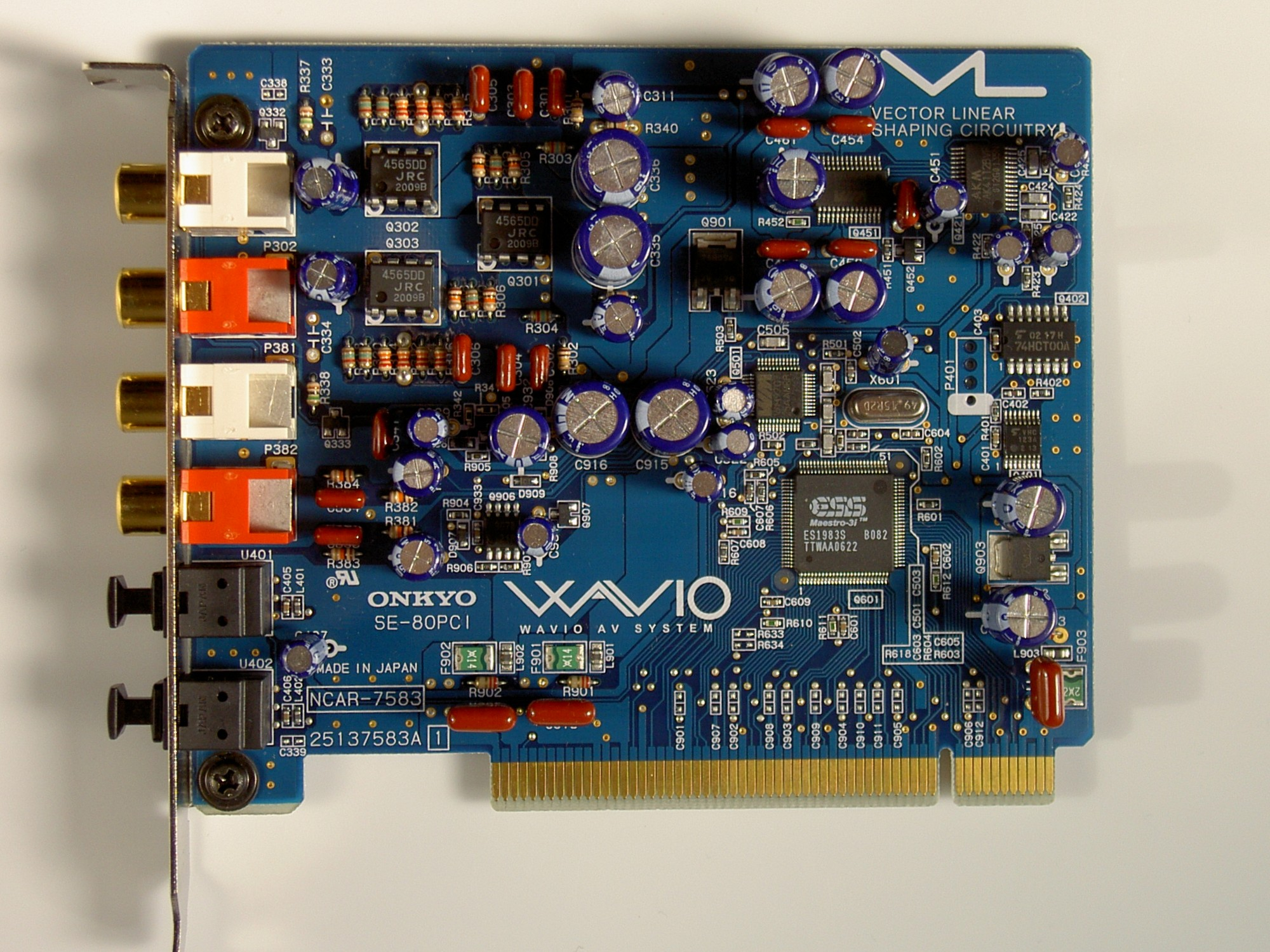
Onkyo Wavio SE-80PCI PC 사운드 카드
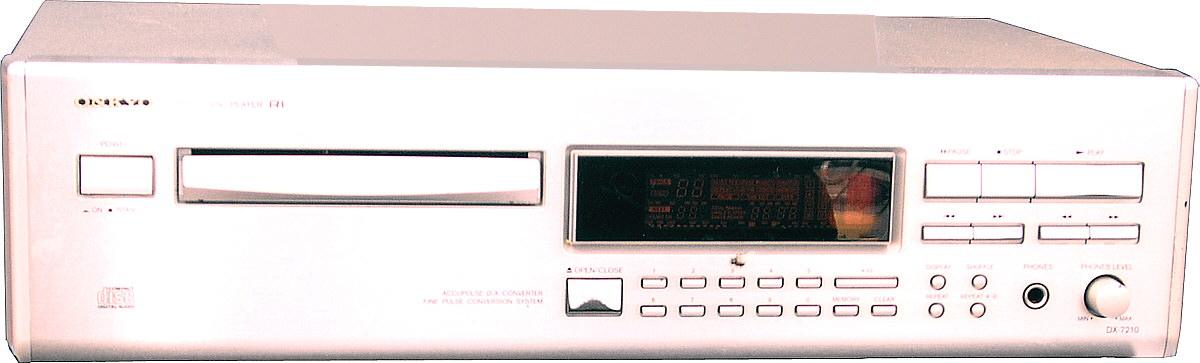
Onkyo DX7210 CD 플레이어
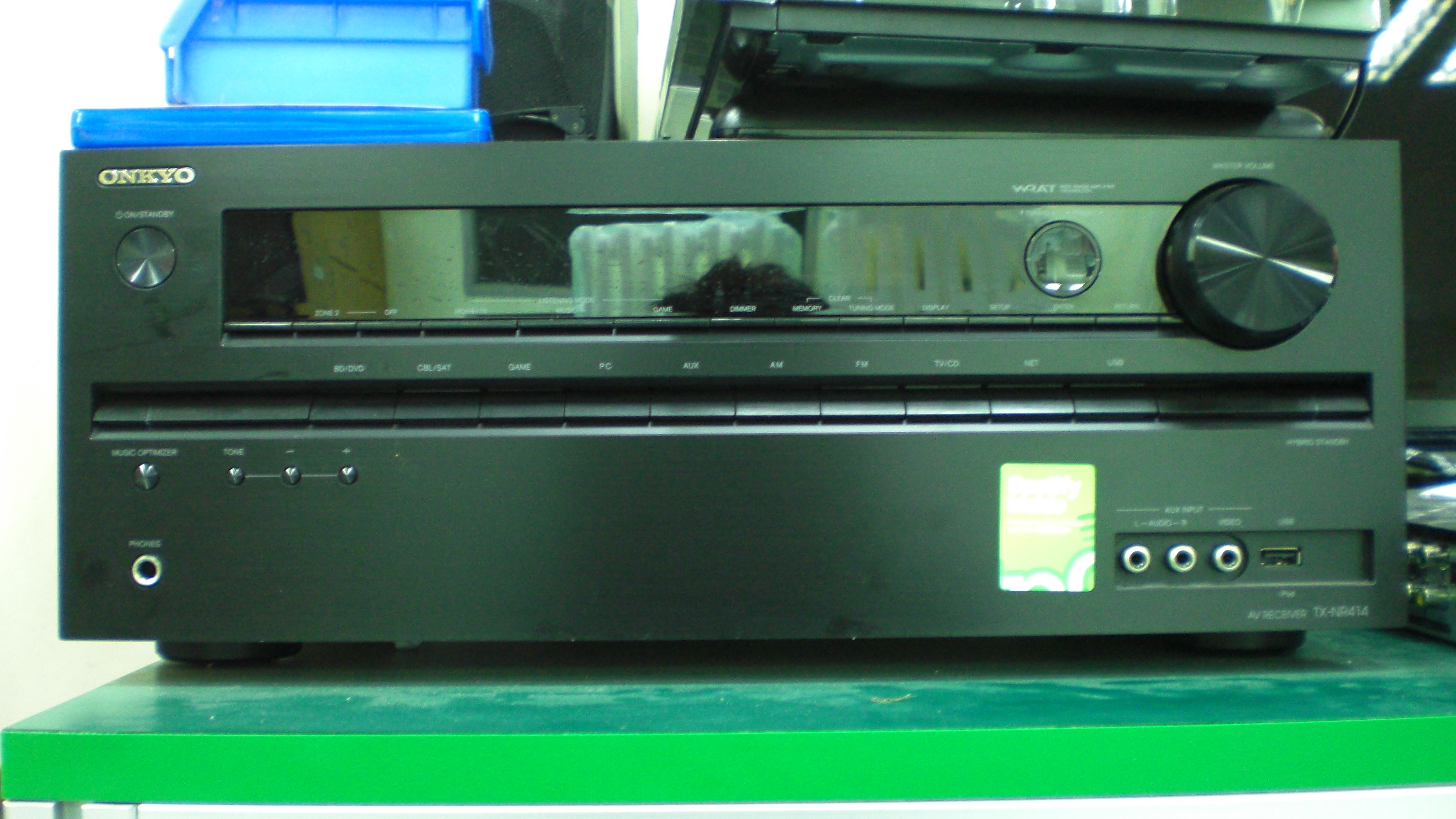
Onkyo TX-NR414 5.1 서라운드 사운드 AV 리시버
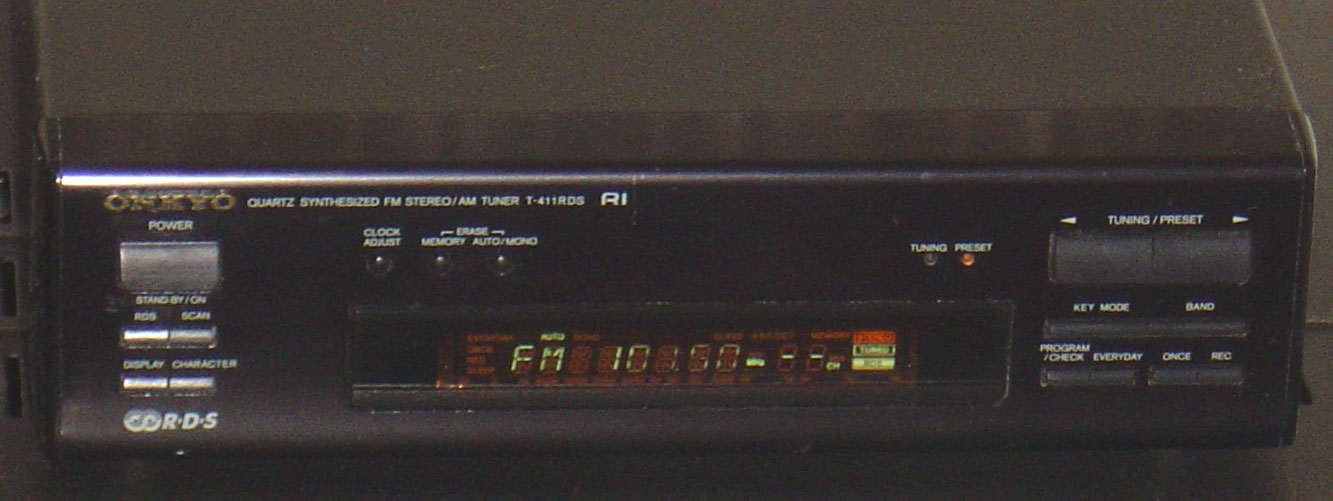
Onkyo T-411RDS 튜너